# Leonid Assur
Leonid Vladímirovich Assur (en ruso Леони́д Влади́мирович Ассу́р )
(31 de marzo de 1878 –19 de mayo de 1920) fue un ingeniero mecánico y científico ruso, cuyos trabajos sobre cinemática y dinámica de mecanismos establecieron los principios teóricos de la escuela soviética de Teoría de Mecanismos y Máquinas (TMM).

## Biografía
Nació el 31 de marzo de 1878 en Rybinsk en la familia del trabajador de líneas férreas Vladimir Fyódorovich Assur y su esposa Lyudmila Andréyevna Assur. Fue el mayor de tres hijos. Después de la muerte de su madre en 1884 fue enviado a educarse a la ciudad de Wesenberg, entonces parte del Imperio Ruso, donde su tía Adela Fyodorovna Assur, orientó el programa de primeros años de escuela en casa. Durante los años 1892-1896 Leonid vivió donde unos parientes lejanos en Varsovia donde terminó el cuarto, quinto y sexto años de escuela con medalla al mérito. En otoño de 1895 su padre matriculó a Leonid a séptimo año en la Escuela de Grodno, de la cual egresó en 1897, también condecorado con la medalla al mérito. Al finalizar la escuela Leonid ya dominaba cuatro idiomas extranjeros: el latín, el griego, el francés y el alemán. Más tarde aprendería también el inglés. Tocaba el piano y componía música.

En el otoño de 1897 Leonid Vladímirovich ingresó como estudiante al Departamento de Matemáticas de la Facultad Físico-Matemática de la Universidad de Moscú. Al Terminar sus estudios en 1901 con el grado de Kandidat (no confundir con el grado de Kandidat moderno, se le otorgaba a las personas que terminaban sus estudios de carrera con excelencia académica), y siguiendo el camino que recomendaba a todos sus estudiantes el prominente ingeniero Nikolái Zhukovski, solicitó ingreso al Instituto Técnico de Moscú. En calidad de egresado de la Universidad fue admitido al segundo curso del Departamento de Mecánica del Instituto. Terminó sus estudios el 22 de agosto de 1906 y obtuvo el título de Ingeniero Mecánico.
En abril de 1906 Leonid Vladímirovich se casó con Elena Mijáylovna Mindlinaya, la cual sobrevivió a su marido por 40 años. El matrimonio tuvo un hijo y dos hijas. Olga (1907-1909) murió a consecuencia de un desafortunado accidente. El hijo Vsevolod, nacido en 1910 fue profesor del Técnico de Geodesia de Moscú. La hija Elena, nacida en 1913, llegó a ser Kandidat (correspondiente al grado de Ph.D.) en Ciencias Físico-Matemáticas y docente del Departamento de Física del Instituto de Ingenieros Ferroviarios de Leningrado V.N. Obraztsov.
En 1906 Leonid Vladímirovich junto con su familia se trasladó a Peterburgo, donde obtuvo el cargo de ingeniero de los talleres del servicio comunal de puentes. Dirigió la preparación de la construcción y provisión de materiales para la construcción de varios importantes puentes de la ciudad.
En otoño de 1907 Assur fue invitado a trabajar como profesor de contrato voluntario al Instituto Politécnico de Peterburgo en la asignatura de Dibujo Mecánico en el departamento de Mecánica aplicada. Desde ese momento su vida quedó unida a esta institución de educación. Desde enero de 1908 empezó a orientar clases prácticas de Mecánica Teórica y desde 1908 de Mecánica Aplicada (así se denominaba en aquel entonces el curso de Teoría de Mecanismos y Máquinas)
El 5 de mayo de 1910 el Consejo Científico del Instituto lo ascendió a profesor de planta. El verano de 1910 Assur realizó una comisión de estudios al extranjero, donde pudo tomar cuenta del estado de la enseñanza de la Mecánica Aplicada en las instituciones de educación superior técnica de Alemania.
En 1915 fue elegido director de ejercicios de Mecánica Teórica y Aplicada del Instituto Politécnico de Peterburgo.
El 13 de febrero de 1916, ante el Consejo Científico del Instituto Politécnico tuvo lugar la sustentación pública, para aspirar al grado científico de Adjunto (correspondiente al grado de Ph.D. moderno), de su tesis doctoral "Estudio de los mecanismos planos de palancas desde el punto de vista de su estructura y clasificación" «Исследование плоских стержневых механизмов с низшими парами с точки зрения их структуры и классификации». Los oponentes de tesis fueron N.E Zhukovski, D.N. Zeylinger y A.A. Radtsig.
En 1918 Assur fue elegido profesor emérito del Departamento de Mecánica Aplicada y Matemática Básica del Instituto de Bosques y en otoño de ese mismo año empezó a orientar clases magistrales en dicha institución, continuando simultáneamente con las clases en el Politécnico.
Debido a la reestructuración de los planes de estudio en el Instituto de Bosques, durante las vacaciones de verano de 1919 L.V. Assur fue enviado a Vorónezh con el objeto de conocer el estado de la enseñanza de la Mecánica Aplicada y las Matemáticas en los Institutos agrarios de la región. La familia Assur vivió desde el verano de 1917 donde la suegra. Debido a la situación de la Guerra Civil en Rusia Leonid Vladímirovich no pudo volver a Petrogrado. En estas condiciones le fue diagnosticada una úlcera péptica y el 19 de mayo de 1920 en una clínica de Vorónezh fue intervenido de una úlcera del duodeno, desafortunadamente muriendo durante la operación.

## Actividad Científica

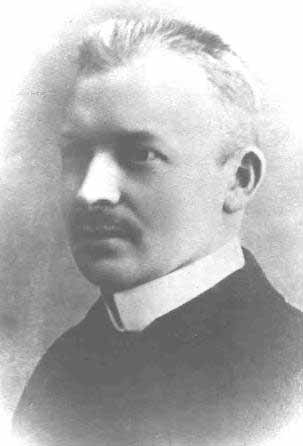
Leonid Assur en su madurez.

Desarrolló una clasificación racional de los mecanismos planos. Desarrolló el método de formación de los mecanismos planos de cualquier complejidad por el método de superposición de cadenas cinemáticas con grado de movilidad cero, las cuales han recibido la denominación de "grupos de Assur". Propuso subdividir los mecanismos por familias, clases, géneros, órdenes, etc.

## Trabajos Sobresalientes
L.V. Assur. Sobre la suavidad de marcha de las máquinas de vapor. Ассур Л.В. К вопросу о плавности хода паровых машин. Бюллетень политехнического общества, состоящего при Императорском техническом училище. 1906. N.º 8. С. 341-352.
L.V. Assur. Dos teoremas de la Mecánica del cuerpo rígido y su aplicación al estudio del movimiento de los mecanismos planos. Ассур Л.В. Две теоремы механики твёрдого тела в применении к изучению движения плоских механизмов. Бюллетень политехнического общества, состоящего при Императорском техническом училище. 1907. N.º 6. С. 301-306.
Assur, L. Die Methode der charakteristische Kurven, als Beitrag zur graphischen Auswertung mehrfacher Integrale. Zs. f. Math. u. Phys 60, 1-60 (1911).
L.V. Assur. Estudio de los mecanismos planos de palancas desde el punto de vista de su estructura y clasificación. Ассур Л.В. Исследование плоских стержневых механизмов с низшими парами с точки зрения их структуры и классификации. М.: Изд-во АН СССР, 1952.